# エドtv
『エドtv』（エド・ティービー、原題：EDtv）は、1999年のアメリカ合衆国のコメディ映画。
この映画は第52回カンヌ国際映画祭特別招待作品に選ばれた。映画の原作は1994年に公開されたカナダの映画『Louis 19, King of the Airwaves』である。公開当時は『トゥルーマン・ショー』と比較され、それ以上にかなりシニカルに描いたことから、ブラックユーモア版『トゥルーマン・ショー』と呼ばれていた。

## ストーリー
ケーブル・チャンネル「トゥルーTV」は、開局以来ずっと低視聴率であった。そこで番組ディレクターのシンシア（エレン・デジェネレス）が、一般人の日常生活を24時間ずっと放送し続けるという斬新な企画を提案する。対象にはレンタルビデオ屋で働くエド（マシュー・マコノヒー）が選ばれるが…。

## キャスト
※括弧内は日本語吹替
- エド - マシュー・マコノヒー（大塚芳忠）
- シャリ - ジェナ・エルフマン（小林優子）
- レイ - ウディ・ハレルソン（大塚明夫）
- シンシア - エレン・デジェネレス（野沢由香里）
- ジャネット - サリー・カークランド（定岡小百合）
- アル - マーティン・ランドー（阪脩）
- ジル - エリザベス・ハーレイ（佐藤しのぶ）
- ウィテカー - ロブ・ライナー（水野龍司）
- ハンク - デニス・ホッパー（辻親八）
- マーシャ - ヴィヴェカ・デイヴィス（英語版）（渡辺美佐）
- ジョン - アダム・ゴールドバーグ（樫井笙人）
- ケン - クリント・ハワード
- ビル・マー - 本人
- ジェイ・レノ - 本人（塩屋浩三）
- アリアナ・ハフィントン - 本人
- マイケル・ムーア - 本人（古田信幸）
- メリル・マーコー（英語版） - 本人
- ジョージ・プリンプトン（英語版） - 本人

## スタッフ
- 監督・製作：ロン・ハワード
- 音楽：ランディ・エデルマン
- 撮影：ジョン・シュワルツマン
- 美術：マイケル・コレンブリス
- 字幕：戸田奈津子

## 評価
レビュー・アグリゲーターのRotten Tomatoesでは47件のレビューで支持率は64%、平均点は6.30/10となった。Metacriticでは26件のレビューを基に加重平均値が48/100となった。